# 川端諏訪神社
川端諏訪神社（かわばたすわじんじゃ）は、東京都葛飾区の神社。

## 歴史
1573年（天正元年）に創建された。立石村から分村した川端村の鎮守であり、正覚寺が別当寺であった。
当社が移転する度に何故か疫病が流行ったので、村の中心から外れた白髭神社の隣（現・東四つ木諏訪児童遊園）に置かれることになった。
1973年（昭和48年）に、現在地に移転した。

## 交通アクセス
- 京成立石駅より徒歩10分（経路案内）。